# Friedrich Gotthilf Osann
Friedrich Gotthilf Osann (* 22. August 1794 in Weimar; † 30. November 1858 in Gießen) war ein deutscher Klassischer Philologe.

## Leben
Friedrich Osann war der dritte Sohn des Weimarer Regierungsrats Friedrich Heinrich Gotthelf Osann (* 1753; † 29. März 1803 in Weimar). Seine Mutter war Amalie Caroline Friederika geb. Hufeland (1766–1843), eine Schwester des Sozialhygienikers Christoph Wilhelm Hufeland. Sie heiratete nach dem frühen Tode des Vaters in zweiter Ehe am 31. Oktober 1815 den Staatsminister Christian Gottlob von Voigt. Der Sohn Friedrich Gotthilf Osanns, Arthur Osann und der Enkel Arthur Osann waren hessische Landtagsabgeordnete.
Friedrich Osann erhielt seine erste Ausbildung von Privatlehrern, zeitweilig in Berlin im Haus seines Onkels, und besuchte das Gymnasium in Weimar, wo er ein Jugendfreund Arthur Schopenhauers wurde. Er studierte 1813 Philosophie an der Universität Jena und 1814 an der Universität Berlin, unter anderem bei August Boeckh.
Hier wurde Osann 1816 zum Doktor der Philosophie promoviert und habilitierte sich im selben Jahr. 1817 unternahm er eine Bildungsreise durch Deutschland, Frankreich, Großbritannien und Italien. 1819 wurde er Privatdozent in Berlin und 1821 außerordentlicher Professor der Philologie an der Universität Jena. Am 18. Juni 1825 wurde Osann ordentlicher Professor der klassischen Philologie und Archäologie an der Universität Gießen sowie am 12. April 1827 Direktor des philologischen Seminars ebenda. Osann war außerdem 1839/1840 sowie 1851/1852 Rektor der Hochschule.
Osann machte sich zu seiner Zeit vor allem auf dem Gebiet der klassischen Philologie und der Altertumswissenschaft einen Namen. Er beschäftigte sich vor allem mit Epigraphik, griechischer Lexikographie, Grammatik sowie der Geschichte der griechischen und römischen Literatur. Außer zahlreichen anderen, diese Fächer berührenden kleineren Schriften und Abhandlungen bearbeitete er mehrere griechische und lateinische Schriftsteller und legte in verschiedenen akademischen Schriften nennenswerte Beiträge zum Fachgebiet des klassischen Altertums vor. Selbst die lateinische Literatur des Mittelalters zog er in den Bereich seiner Forschungen mit ein. Unter den zahlreichen Beiträgen zu den verschiedenen fachwissenschaftlichen Journalen sind besonders seine 1857 veröffentlichten Aufsätze in der Zeitschrift für Altertumswissenschaft hervorzuheben.

## Schriften (Auswahl)
- Midas. Darmstadt 1830
- Commentatio grammatica de pronominis tertiae personae is ea, id formis. Göttingen 1814
- Sylloge inscriptionum antiquarum graecarum et latinarum. Darmstadt 1822–1834, 10 Hefte
- Auctarium lexicorum Graecorum. Darmstadt 1824
- Beiträge zur griechischen und römischen Literatur-Geschichte. Darmstadt 1834, 1839 2. Bde.

Herausgeberschaften
- Vitalis Blesensis:  Amphitryon et Aulularia. Darmstadt 1836
- James Stuart, Nicholas Revett: Die Alterthümer von Athen. Aus dem Englischen übersetzt. nach der Londoner Ausgabe vom Jahre 1762 und 1787 und bereichert mit einigen eigenen und allen Zusätzen der neuen Ausgabe vom Jahre 1825. Darmstadt 1825